# Matteo I di Alessandria (copto)
Papa Matteo I o Matheos (in arabo egiziano متاؤس الاولانى; Egitto, ... – Egitto, 1408), è stato l'87º papa di Alessandria e patriarca della Sede di san Marco dal 1378 al 1408. È venerato come santo dalla Chiesa ortodossa copta.

## Primi anni di vita
Da ragazzo, Matteo era un pastore che curava le pecore dell'attività di suo padre. All'età di quattordici anni si unì a un monastero.

## Monacato e sacerdozio
Fu ordinato sacerdote all'età di diciotto anni. In quel momento partì per il monastero di Sant'Antonio, poi in Palestina, e lavorò nell'edilizia. Dopo aver sentito della persecuzione dei copti a causa delle azioni dei crociati, tornò al monastero di Sant'Antonio. Allora fu nominato abate del monastero.
Poco dopo la sua ordinazione, il principe Yalpogha portò i monaci e il loro abate in umiliazione per le strade del Cairo, nel tentativo di convincere il principe e le autorità che le azioni dei crociati non erano collegate ai copti. Il sacco di Alessandria dei crociati fomtentò il principe regnante e i suoi uomini contro i cristiani locali, compresi i copti. Successivamente, Matteo partì per il monastero di Al-Muharraq. Matteo fu anche monaco del Monastero di San Fana.

## Papato
Alla morte di Gabriele IV, Patriarca di Alessandria (nel 1378), padre Matteo fu eletto come patriarca successore; sollecitò il consiglio degli anziani del monastero di Sant'Antonio e accettò la loro decisione. Scortato ad Alessandria, fu consacrato Papa e si diede il titolo di El Meskin ("Il povero").
Papa Matteo era noto per le sue opere di beneficenza a favore degli indigenti.

## Rapporti con le autorità secolari
Attraverso la sua cordiale relazione con il sultano Barquq, fu in grado di impedire alla folla di bruciare la chiesa di Al-Muallaqa e il monastero di Shahran, perché i musulmani sostenevano che in quei due luoghi stavano avvenendo nuove costruzioni. Il Sultano nominò quattro giudici islamici che dichiararono la falsità di tali affermazioni.
La situazione peggiorò quando due principi Mamlur esiliarono il sultano Barquq e presero il suo posto. Mentach e Yalpogha perseguitarono i copti e il loro papa.
Anche uno dei mamelucchi, di nome Gamal-El-Din, perseguitò i cristiani. Impose loro un tributo di cinquecentomila dinari.